# 자유지상주의적 사회주의
자유지상적 사회주의(Libertarian socialism) 혹은 사회주의적 자유지상주의란 국가에 의한 중앙 집권적 국가 소유화와 경제 통제 그리고 국가마저 거부하는 반권위주의적 정치철학적 그룹을 일컫는다. 이들은 직장에서의 임금 노동 관계를 비판한다. 이들은 대신 노동자 자주경영과 정치 조직의 분권화를 강조한다. 이들은 생산수단을 통제하는 권위주의적 기관과 대중을 종속시키는 소유 계급, 정치적, 경제적 엘리트들의 제거를 통해 평등하고 정의로운 사회를 달성할 수 있다고 생각한다. 자유지상적 사회주의자들은 직접 민주제와 연방주의, 연합 등을 바탕으로 분권화된 구조의 자유지상적 자치주의나 시민 어셈블리 노동 조합, 노동자 평의회 등을 옹호한다. 이 모든 것들은 인간의 삶에서 모든 불합리한 권위를 해체하는 것을 통하여 자유 그리고 자유연합론을 목표로 한다. 이런 맥락에서 자유지상주의적 사회주의자들은 사회민주주의와 레닌주의에 모두 반대하며 그들과 구별되고자 하는 사회주의자들로, 국가사회주의를 반대한다.
과거와 오늘날의 자유지상적 사회주의의 운동들은 일반적으로 아나키즘을 포함(특히 아나르코공산주의, 집산주의적 아나키즘, 아나르코생디칼리슴, 그리고 상호주의 아나키즘)하며, 자율주의, 코뮤널리즘, 참여주의, 길드 사회주의, 혁명적 생디칼리즘 그리고 평의회주의나 룩셈부르크주의 같은 자유지상주의적 마르크스주의 등을 포함하며, 몇몇의 공상적 사회주의와 개인주의적 아나키즘을 포괄한다.

## 개요

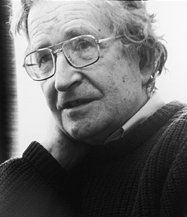
유명한 자유지상주의적 사회주의자인, 노엄 촘스키.

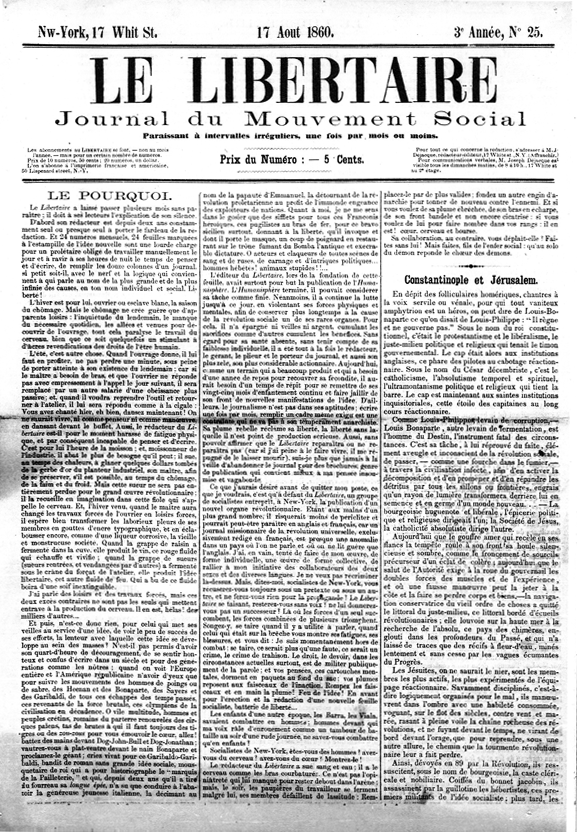
Le Libertaire, Journal du mouvement social. 죠셉 데쟉크에 편집되었던 아나르코공산주의 출판물. 뉴욕판의 1860년 8월 17일자 사본이다.

자유지상주의적 사회주의란 여러 공통점은 있지만 다양하게 해석될 수 있는 서양 철학이다. 이것은 생산과 직장내 조직의 노동자 중심의 시스템을 옹호하며 신고전파 경제학에서 거리를 두고, 민주적 협동조합과 생산수단의 공동 소유를 주장한다. 이들은 경제적 시스템이 개인의 자유는 최대화하고 중앙 집권적 권력과 권위는 최소화 시킬 수 있는 방법을 제안한다.
자유지상주의적 사회주의자들은 강제적 기관을 맹렬히 비판하며, 흔히 국가 자체의 정당성 자체도 거부하며 아나키즘으로 향하는 경향이있다. 이들은 자본주의적 사유재산(private property)과 기업의 사회화(다만 동산, personal property는 존중하며: 프루동은 이를 점유possession라고 표현)를 비롯한 정치적 경제적 권력의 분권화를 통해 이를 달성할 것을 제안한다. 자유지상주의적 사회주의자들은 거의 대부분의 형태의 (기업제도, 임대, 이자 등의) 자본주의적 사유재산제도를 부정하며, 자본주의적 소유제가 '개인의 자유에 적대적'이며 지배를 유발한다고 생각한다.
자유지상주의(영어: libertarian, 프랑스어: Libertaire)라는 용어의 최초의 사용은 프랑스의 아나코 코뮤니스트 조제프 데자크가 피에르조제프 프루동의 성차별적 시각과 그의 상호주의 아나키즘을 비판하기 위해 1857년에 작성한 편지에서 등장했다. 이후 데자크는 ‘Le Libertaire, Journal du Mouvement Social’ 라는 아나키스트 저널을 발행했으며, 이것은 뉴욕에서 1858에서 1861년까지 발행되었었다. 이후 이 용어가 사용된 기록은 프랑스 르 아브르 지역에서의 아나키스트 의회에서(1880년 11월 16-22일) 자유지상주의적 공산주의(libertarian communism)라는 형태로 나타났다. 다음해 1월 프랑스에서 ‘Libertarian or Anarchist Communism’ 라는 선언문이 발행되었다. 마침내 아나키스트 세바스티앙 포르와 루이즈 미셸이 프랑스에서 La Libertaire를 출간했다. 이 시기엔 프랑스 정부에서 아나키스트 출판물을 금지 시켰기 때문에 Libertaire 라는 용어는 검열을 피하기 위한 용도로 자주 사용되었다. 이러한 전통에서 자유지상주의적 사회주의(libertarian socialism)에서의 자유지상주의(libertarianism)는 아나키즘과 동의어로서 사용되었다. 이러한 맥락으로 유럽 사회주의 운동을 묘사할때, 자유지상주의(libertarianism)라는 용어는 미하일 바쿠닌처럼 국가사회주의를 반대하는 사람들을 설명하는데 사용되었다.
사회주의와 자유지상주의의 연관은 자본주의와 이의 관계보다 선행되었다. 그리고 많은 반권위주의자들은 이용어가 미국에서처럼 자본주의에 관련되는 것에 반대한다.
노암 촘스키는 일관된 자유지상주의자의 모습에 대하여 다음과 같이 지적한다. “생산자에 의해 자유로이 수행되는 노동의 원칙을 훼손하는 생산수단의 사적소유와 임금 노예제에 반대해야 한다.”
자유지상주의적 사회주의 경제학자인 로빈 하넬(Robin Hahnel)은 자유지상주의적 사회주의는 19세기 말에서 1940여넌 까지는 매우 강력한 영향력이 있었다고 설명한다.
20세기 초반엔, 자유지상주의적 사회주의는 사민주의나 공산주의 만큼이나 강력한 영향력이 있었다. 아나키스트들과 맑시스트들이 1872년 헤이그에서 열린 제1인터내셔널의 회의를 계기로 갈라지고 나서 얼마뒤 ’상티미에’에서 아나키스트 인터내셔널이 결성되었으며, 이들은 사민주의와 맑시스트들에 성공적으로 경쟁하면서 많은 반자본주의 활동가들, 혁명가들, 노동자들, 노조, 정치 정당들에게서 50여년이 넘도록 열렬한 지지를 받았다. 자유지상적 사회주의는 러시아에서 1905년과 1917년에 중요한 역할을 했다. 자유지상주의적 사회주의는 1911년의 멕시코 혁명에서도 중요한 역할을 했다. 자유지상주의적 사회주의는 1차 세계대전이 끝난지 20여년이 흐른 뒤에서도 1936년과 1937년동안 스페인 전역에 사회혁명을 일으키는데 충분한 힘을 발휘했다.
한편 1910년대 말 볼셰비키와 레닌주의가 권력을 장악하고 소련을 주무르기 시작할 때 이에 대항하여 자유지상주의적 마르크스주의가 발달하기 시작했다.

### 반자본주의
자유지상주의적 사회주의자들은 반자본주의자들이며 따라서 우파 자유지상주의와는 구분된다. 경제적 힘을 가장 많은 자본을 소유한 사람들이게 집중시키는 자본주의의 원칙과는 반대로, 자유지상주의적 사회주의자들은 사회 구성원들 사이에 그 힘을 분산시키고자 한다. 자유지상주의적 사회주의와 신자유주의의 핵심적인 차이는, 전자는 사람의 자유는 경제적 사회적 상황에 영향을 받는다고 생각하지만, 후자가 말하는 자유란 자본주의 틀안에서의 선택의 자유를 의미한다.
사람이 생존을 위해 자발적 노예 상태가 되어버리는 것에 대하여, 아나키즘 내부에서 임금 노예제에 대한 비판이 등장하였다. 이것은 사람을 소유하는 것과 빌리는 것의 유사성에 초점을 맞춤으로서, 노예제와 임금 노동의 관계의 비유에 대한 부정적인 의미를 내포한 용어이다. 임금 노예라는 용어는 경제적 착취와 사회 계층을 비판하기 위해 사용되었다. 전자는 노동과 자본간의 불평등한 협상력으로(특히 저임금 노동자의 경우) 볼 수 있으며, 후자는 노동자 자주경영의 부족으로 성취감 있는 직업의 선택권과 경제적 여유가 결핍된 상태를 말한다고 할 수 있다. 자유지상주의적 사회주의자들은 자유의 가치를 믿으며, 그렇기 때문에 사회는 개인이 경제적인 것과 정치적인 사안을 선택할 힘을 가질 수 있는 방향으로 작동되어야 한다고 생각한다. 자유지상주의적 사회주의자들은 사회와 경제적 기업을 포함하여 모든 부당한 권위를 직접 민주주의와 자발적 연합으로 교체하길 원하며, 삶의 모든 면에서 보편적인 자율성을 얻을 수 있는 방법을 찾고자 한다. 산업 혁명의 출연과 함께 프루동과 마르크스 같은 사상가는 개인의 사적 활동이 불가능한 사회적 특성에 대한 비판의 맥락에서, 노예제와 임금노동의 비교를 정교화했다. 나중에 엠마 골드만은 임금 노예제를 비판하는 유명한 말을 남긴다. “유일한 차이는 너는 그저 고용된 노예라는 것뿐이다.”
많은 자유지상주의적 사회주의자들은 대규모 자발적 연합이 산업 생산을 관리해야 하며, 노동자들은 개인 노동의 생산물에 대한 권리를 보유해야 한다고 생각한다. 자유지상주의적 사회주의자들은 사유재산(private property)과 점유(occupation 혹은 personal possession)를 구분한다. 사유재산은 개인이 그것은 사용하건 말건, 그것에 대한 생산 능력이 있는지 없는지에 관계없이 배타적인 통제권을 지님을 의미한다. 반면 점유(possession)란 사용하지 않는 소유물에 대하여 권리를 휘두룰 수 없음을 의미한다.

### 반권위주의와 반국가주의
만일 사람들이 원한다면 국가의 존재를 무시해 버릴 수 있고, 그들이 아끼는 사람들과 함께 그들의 삶을 그들만의 방식대로 영위할 수 있다면 국가는 그다지 해롭지 않은 것일지도 모른다. 그러나 국가는 사회생활의 모든 영역을 침범하며 우리 삶의 모든 영역을 감시하고, 우리가 공격당할 때 자신을 방어하는 능력마저 방해해 버린다.

우리는 국가에 복종하거나, 국가를 타도해야만 하는 것이다.
 — 에리코 말라테스타
자유지상주의적 사회주의자들은 권력의 집중을 억압의 원천으로 파악하며 끈임없이 도전 받음으로서 정당성을 입증해야하는 것이라고 생각한다. 많은 자유지상주의적 사회주의자들은 권력이 경제적, 사회적 혹은 물리적 지배로서 인간의 자유를 협소화 시킬 수 있는 행동을 취할때, 언제나 행위의 적합성에 대하여 입증의 책임이 있다고 생각한다. 자유지상주의적 사회주의자들은 정치, 경제, 사회적인 측면에서의 엄격함과 기관의 계층적 구조에 반대한다.
기업과 국가 대신에, 자유지상주의적 사회주의자들은 사회를 직접 민주주의나 합의로서 의사 결정을 내리는 자발적 연합(코뮌, 협동조합, 공유지, 자치체, 신디케이트 등)으로 구성하고자 한다. 어떤 자유지상주의적 사회주의자들은 이러한 기관들은 순환적으로 결합시켜서 더 높은 단계의 연합에 위임하는 것을 옹호한다. 그런 연합의 중요한 사례는 en:스페인 아나키즘에서 찾아볼 수 있다.
현대 자유지상주의적 사회주의 조직 및 의사 결정 모델의 실천은 많은 반자본주의 운동과 en:국제 정의 운동들에서 찾아 볼 수 있다. 그중에는 사파티스타의 좋은 정부 평의화와 글로벌 en:Indymedia 네트워크등도 있다. 이외에도 세계 여러 원주민 사회에서 아나키즘이나 자유지상주의적 사회주의에서 묘사한 경제 정치적 시스템을 그들의 고유한 문화와 접목하여 실천한 사례들이 존재한다.
대중적인 의견과는 반대로, 자유지상주의적 사회주의는 이론적 분석이나 미래예측을 거부하려는 유토피아적 운동이 아니였다. 이런 운동의 전통에서 그런 분석에 대한 결론은 지금 당장 내려질 수 없고, 투쟁과 실험을 통하여 이루어져야 하는 것으로 간주 되어 왔으며, 그런 실험을 통해서 민주적인 구조에 대한 해법을 찾을 수 있 을 것이라고 생각해 왔다. 오히려 이것은 도그마와 일련의 예언등과는 대조되는 과학적 방법론이라고 할 수 있다. 자유지상주의적 사회주의자들에게 사회 조직에 대한 교조주의적 접근은 결국에는 실패할 수 밖에 없는 것으로 간주되었다. 그렇기에 그들은 역사가 어떠한 방향으로 흘러간다는 마르크의주의의 개념에 부정적이다. 저명한 아나키스트인 루돌프 로커는 다음과 같이 언급한적이 있다. “내가 아나키스트인것은 아나키즘이 최종적인 목적지라고 생각해서가 아니라, 세상엔 목적지 같은 것이 없다고 생각하기 때문이다.”
그래서 지유지상주의적 사회주의자들은 여러 아이디어에 대한 탐사를 권장한다. 하지만 이들 사이에서도 몇가지 원칙에 대한 의견 충돌이 존재한다. en: Peter Hain의 경우에는 자유지상주의적 사회주의를 아나키즘 보다는 권력을 급진적으로 분권화 시키는 것으로 받아 들였다. 노암 촘스키 같은 경우 정당화될 수 없는 모든 종류의 사회적 경제적 권력의 해체를 주장했지만, 억압의 구조가 현실에 남아있는 동안은 국가가 이에 대해 개입해서 임시적인 보호 조치를 취해야 한다고 생각했다.
많은 자유지상주의적 사회주의자들은 현존하는 국가와 정부의 강제적인 기관에 참여하기를 거부해 왔다. 법정에서 투옥 이나 추방의 위험에 직면 했음에도 서약에 맹세하기를 거부해 왔던 사례들을 많이 찾아볼 수 있었다.

### 민권과 개인의 자유
자유지상주의적 사회주의자들은 성과 양심 같은 것을 포함하여, 여러 자유의 열렬한 지지자들이자 활동가들이다. 이 활동에 있어서 그들은 자유를 제한하려 하는 국가와 종교기관과 자주 충돌해 왔다. 아나키즘은 그것이 탄생할때부터 자유 연애의 열렬한 지지자였다. 이후 아나키즘에서 자유연애론은 페미니즘과 성소수자의 권리와 관련하여 그 경향이 두드러지게 나타났다. 오늘날에는 포르노와 BDSM, 성산업 과 관련하여서도 의견을 내고 활동을 하고 있다.

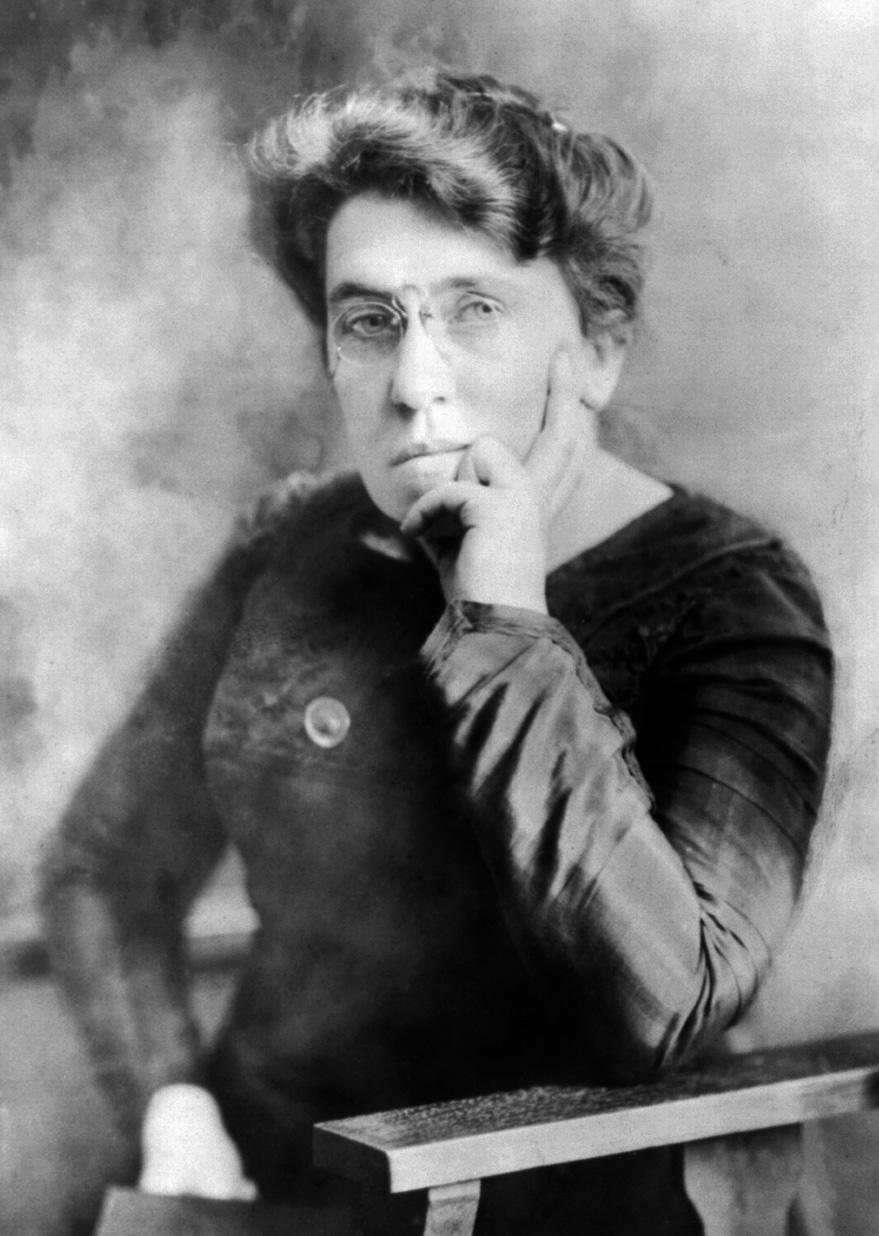
유명한 아나카 페미니스트, 자유연애, 자유사상 활동가인 엠마 골드만

아나카 페미니즘은 정부의 강제적인 측면을 가부장제의 확장으로 보는 것에서 등장하였다. 이것은 19세기말 초기 아나카 페미니스트인 루시 파슨스, 엠마 골드만, 볼테린 드 클레어와 버지니아 볼튼 같은 이들에게 커다란 영향을 받았다. 아나카 페미니스트들은 급진적 페미니스트들처럼 가족과 교육, 성역할등에 관련된 전통적 개념을 폐지하길 원한다. 또한 평의회 공산주의자인 실비아 팽크허스트역시 페미니즘 활동가이자 자유지상주의적 마르크스주의자였다. 아나키스트들은 성소수자 이슈에 관련하여서도 선구적인 관심을 가졌다. 아나키즘의 중요한 요소중 하나는 자유연애이다. 아나키즘에서 자유연애론의 뿌리는 때때로 조시아 워렌과 실험 공동체까지 거슬러 올라간다고 본다. 자유연애론은 특히 여성의 권리를 강조하는데, 결혼이나 재생산에 관련해서 여성에게 법이 억압적으로 작용하기 때문이다.
자유지상주의적 사회주의자들은 전통적으로 종교적 조직에 회의적이고 비판적이여 왔다. 자유사상이란 권위, 전통, 도그마가 아니라 과학과 논리, 이성을 바탕으로 의견을 형성할 수 있어야 한다는 관점이다. 자유사상을 사고에 적용하는 것을 “자유사고”라고 부르며 자유사고의 실천자들을 “자유사상가”라고 부른다. 미국에서 자유사상 운동은 기본적으로 반기독교적이고 반교권적이였는데, 이들이 자율적인 사고 형성을 방해해 왔기 때문이다. 아나키스트 출판물인 리버티의 기고자들 중에선 아나키즘과 함께 자유사상에 관심을 가진 이들을 여럿 찾아볼 수 있었다. 개인주의적 아나키스트 조지 맥도날드는 Freethought과 The Truth Seeker의 공동 편집자였다. E.C. Walker은 자유사상, 자유연애에 관련된 Lucifer, the Light-Bearer라는 저널의 공동 편집자였다. en:Free Society는 19세기 말에서 20세기 초사이에 미국에서 가장 주요한 아나키스트 신문이였다. 그 출판물은 자유연애와 여성의 권리를 열렬하게 옹호했으며 콤스탁법(성적 정보에 대한 검열)을 비판했다. 1901년에는 카탈로니아의 아나키스트이자 자유사상가인 :en 프란시스코 페레르 구아르디아는 가톨릭 교회에게 제어 당하는 교육 시스템에 반대하기 위해 바르셀로나에 자유학교(혹은 진보학교)를 설립했다. 학교의 목적은 노동계급을 이성적이고 세속적이며 자율적인 사람으로 교육하는 것이였다. 맹렬한 반교권주자였던 페레르는 권위와 국가 교회로부터 영향을 받지 않는, “교육의 자유”에 대한 믿음이 있었다. 이후 20세기에는 오스트리아의 프로이트 마르크스주의자이자 일관된 성해방 선전가인 빌헬름 라이히가 있었다. 그는 비엔나에서 노동계급 환자들을 위해 성상담 클리닉을 열었었고, 1940년대 그의 책을 통하여 “성혁명”이라는 용어를 만들기도 했다. 1970년대에는 Alex Comfor 라는 아나키스트가 성 메뉴얼인 The Joy of Sex와 More Joy of Sex등을 써서 국제적인 명성을 얻기도 했다.

### 폭력과 비폭력
어떤 자유지상주의적 사회주의자들은 자본주의 사회를 타도하기 위해 폭력이 필요하다고 생각하고, 어떤 이들은 비폭력적인 방법을 옹호하기도 한다. 대표적으로 에리코 말라테스타는 Umanità Nova(no. 125, September 6, 1921)에서 변화를 위해 폭력이 필요하다고 주장했다.
모든 사람들이 사회적으로 의식적인 존재가 되게 하는 것이 우리의 염원이자 목표이다. 그러나 이러한 목적을 달성하기 위해서 삶의 모든 수단을 강구해야 할 것이다. 따라서 폭력으로서 억압을 타도할 필요가 있다. 다른 모든 수단을 박탈당한 노동자들에게 있어서, 폭력은 주어진 현실에 대한 거부의 표명이다.

막스 슈티르너의 경우 국가와 개인의 폭력을 비교하며 다음과 같이 언급하기도 했다.
우리는 "최고의 힘"이 분산되는 여러 가지 방법에 따라 국가를 분류하는 것에 익숙하다. 만일 그것이 한 명에게 있다면 이것은 왕정이며, 모두에게 있다면 민주주의다... 이것은 무엇에 대항한 힘인가? 개인과 그의 "자기 의지"다. 국가가 "폭력"을 행사해야 하기 때문에, 개인은 그렇게 해서는 안되는 것이다. 국가는 폭력이며 자신의 폭력을 "법"이라 부르지만, 개인의 폭력은 "범죄"라 부른다. 그러나 개인의 폭력이라는 그 범죄로서, 국가가 자신 위에 있지 않고 자신이 국가 위에 있다고 생각할때, 오직 그 범죄를 통해서만 그는 국가의 폭력을 극복할 수 있다.
 — The Ego and Its Own, p. 197
국가는 폭력의 합법성을 독점한 조직이다. 국가는 어떤 폭력이 합법적이고 어떤 폭력이 불법적인지 결정할 수 있는 권한이 있다. 사람사이의 직접적인 폭력이 나타나지 않더라도, 국가는 폭력을 동원해 언제나 현존질서를 유지하려 한다. 시민의 자유를 제한하고, 이를 집행하는 것은 국가의 폭력이다. 이민자들을 국경 밖으로 내던져 버리는 것도 국가의 폭력이며, 굶주린 자들이 생필품을 훔쳤을 때 감옥에 가둬 버리는 것도 국가의 폭력이다. 국가가 자유를 수호하기 위해 존재한다고 생각하는 자유주의자(liberalism)들은 총기난사로 인한 폭력을 막기 위해 총기를 금지 시켜야 한다고 주장하지만, 이는 실제로 국가만이 폭력을 독점해야 한다는 의미다. 이렇게 개인과 공동체가 스스로를 지킬 능력을 상실함으로써, 이들은 국가의 폭력 종속될 수 밖에 없게된다. 그러나 국가의 정당성을 부정하는 반국가주의자라면 이런 국가의 독점적 권한을 인정할 이유가 없으며, 그럴수도 없는 것이다. 국가의 질서 혹은 법을 폭력이라고 생각하는 사람들이 보기에 순전한 비폭력주의는 동화 속에 사는 자들의 환상으로 취급되는 것이다. 총기난사 문제에 대한 좌파 자유지상주의자들의 대답은 국가가 무력을 독점해야 한다는 국가주의적 발상이 아니라 공동체 자기 방어(community self defense)다.
현대 아나키즘 이론가인 피터 겔덜루스(Peter Gelderloos)는 평화주의를 비판하며 'How Nonviolence Protects the State'라는 글에서 다음과 같이 말하기도 했다. "현재 이 세계에 평화라는 이름을 받을 만한 것은 없다. 차라리 누가 우리를 가장 위협하는 폭력이며, 우리는 누구의 편에 서야 하는지를 질문해야 할 것이다."
전형적인 평화주의자가 백인 중산층이라는 사실 이외에도, 평화주의는 그런 특권적 맥락에서 비롯되는 이데올로기이다. 이것은 이미 이곳에 존재하는 폭력을 외면한다. 그 폭력이란 현 사회 위계(social hierarchy)의 필수 불가결한 부분이기 때문에, 피할 수 없는 것이다. 그리고 그 폭력에 가장 많이 노출되는 이들이 유색인종(PoC)들이다. 평화주의는 교외에서 아무런 부족함 없이 자라온 백인이 대부분 유색인종인 이들에게 얼토당토 하지도 않은 조언을 하는 것이다. 그들은 “위대한 백인 아버지가” 마음이 흔들려 요구를 들어주거나 평화주의자들이 전설적인 “임계질량”을 달성할때까지 상상할 수 없는 폭력을 인내하며 견디라고 말한다. (...) 비폭력은 아메리카 원주민들이 콜럼버스, 조지 워싱턴, 그리고 다른 대량 학살자들과 “가만히 않아서(sit-in)” 싸울 수 있다고 선언한다. 비폭력은 미친말이 폭력적 저항으로서 폭력의 순환을 만들었기 때문에 커스터와 똑같이 나쁘다고 말한다. 비폭력은 흑인이 단식투쟁과 청원으로서 노예거래를 막을 수 있다고 말하며, 반란자들은 그들의 주인 만큼이나 나쁘다고 말한다. 반란은 폭력이며, 폭력은 더욱 큰 폭력을 부르고, 그렇기에 저항은 더욱 거대한 노예상태로 이끌것이라고 말한다. 비폭력은 이것이 오직 폭력적인 계급 구조의 가해자들이자 수혜자로서 폭력에 의해 보호받는 특권을 가진 자들에게만 가능하다는 사실을 인정하는 것을 거부한다.
 — Peter Gelderloos, How Nonviolence Protects the State
이어서 같은 글에서 겔덜루스는 다음과 같이 언급한다.
언뜻 보기에 혁명의 호전적인 개념은 비폭력적인 개념에 비해 비현실적인 것처럼 보이지만, 실제로 이것은 현실에 대한 이야기이다. 사람들은 자본주의, 국가, 백인 우월주의, 제국주의와 가부장제가 이 세계의 사람들에게 대한 전쟁을 벌이고 있음을 이해해야 한다. 그리고 혁명은 그 전쟁의 극단화이다. 만일 우리가 근본적으로 사회를 변화시키는 것이 어둠 속에 빛을 비추고, 사람들의 마음과 정신을 사로잡거나, 권력의 진실에 대하여 이야기하거나 증언하고, 사람들의 주목을 이끌어내며 수동적인 행진을 벌이는 것이라면, 우리는 자신을 해방시킬 수도 없으며 우리가 살고자 하는 미래를 건설할 수도 없다. 매년 수백만 명의 사람들이 깨끗한 물을 구할 수 없기 때문에 죽는다. 공유재에 대한 통제권을 빼앗아간 정부와 기업이 그로부터 이익을 얻어낼 방법을 찾아내지 못했기 때문에, 단지 그 이유로 그들은 사람들이 죽어가도록 내버려 두었다. 소수의 기업과 그들의 우군인 정부가 에이즈 치료제와 다른 약품들의 복제를 허가하지 않기 때문에 매년 수백만 명이 죽어가고 있다. 당신은 매년 수백만 명의 생사를 좌지우지할 수 있는 권력을 지닌 기관과 엘리트들이 그런 종류의 시위에 눈 하나 깜짝거릴 거라고 생각하는가? 그들은 우리에게 전쟁을 선포했고, 우린 이에 맞서야 한다. 이는 우리가 분노해서가 아니며(마땅히 그래야 하지만), 복수를 위해서도 아니고, 우리가 충동적으로 행동하기 때문인 것도 아니다. 다만 우리는 우리가 이 세상의 곳곳에서 살아가면서 마주하게 되는 여러 형태의 지배에서 비롯되는 수치스러운 확실성에 대항하며 자유의 가능성에 가치를 두었기 때문이다. 우리는 그들 자신의 해방을 위해 고독한 투쟁을 벌이고 있는 사람들이 이미 있음을 알고 있다. 그들은 마땅히 그럴 권리가 있으며 우리는 그들을 지원해야 한다. 지금껏 우리의 세계를 매장시켜온 교묘한 감옥의 교차적 억압으로부터 우리를 해방시키기 유일한 방법은 어떠한 방법을 동원해서라도 그 감옥을 파괴하고 간수들을 타도하는 것이다.

한편 프루동의 경우 비폭력적인 방법을 주장했다. 프루동은 자유지상주의적 사회주의자들의 연합을 구성하여 기성 권력 구조에 지속적으로 영향력을 행사해야 한다고 주장했다.

## 관련 분파 사상
정치 철학자들은 대체로 다음과 같은 사상들이 자유지상주의적 사회주의에 포함된다고 생각한다.
- 자유지상주의적 마르크스주의
- 사회적 아나키즘

- 집산주의적 아나키즘
- 아나르코생디칼리슴
- 아나르코공산주의

- 정강주의
- 반역 아나키즘

- 좌파공산주의

- 룩셈부르크주의
- 평의회 공산주의

- 자율주의 (안토니오 네그리 항목 참고)
- 포스트 아나키즘
- 생디칼리슴
- 상호주의 아나키즘
- 좌파 시장 아나키즘

그 외 잡다한 아나키즘 사상들이 있다.

## 기타
사회적 아나키즘과 자유지상주의적 사회주의는 동의어처럼 쓰이긴 하나 자유지상적 사회주의는 좀더 포괄적인 의미로 사용된다. 즉 오늘날 자유지상주의적 사회주의라는 용어는 반권주의적 사회주의자 그룹을 폭넓게 지칭하는 용어로 사용된다. 모든 아나키스트들은(주류 아나키스트들이 고전적 자유주의자 취급하는 "아나코" 캐피탈리즘과 네오 파시스트 취급하는 "내셔널" 아나키즘을 제외한) 자유지상주의적 사회주의라는 그룹에 포함되지만 모든 자유지상주의적 사회주의자들이 아나키스트인 것은 아니다.
종종 이름의 유사성으로 인해 자유사회주의와 혼동되는 경우도 잦다.

## 같이 보기
- 자유지상주의